# سرقت بانک

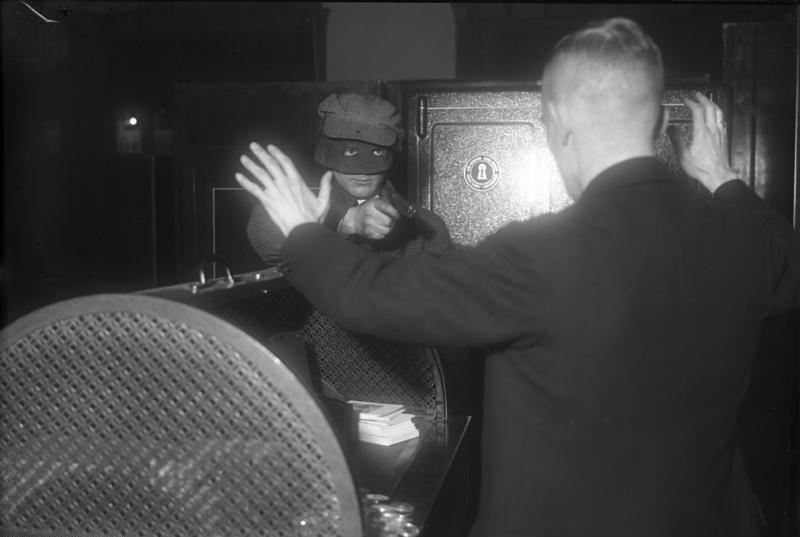
یک مردِ نقاب‌پوش در این عکسِ مربوط به سال ۱۹۳۱ یک کارمندِ بانک را تهدید می‌کند.

سرقت بانک جرم دزدی از یک بانک و به‌کارگیریِ زور، خشونت یا تهدید به خشونت به کارمندان بانک و ناظران است. به گزارش اف‌بی‌آی، سرقت به‌معنی گرفتن یا تلاش برای گرفتنِ هر چیز باارزش -که تحتِ مراقبت، حضانت، یا کنترل یک فرد یا افراد است- با توسل به زور یا تهدید به زور یا خشونت یا  یا سرقت یعنی ورود غیرقانونی به یک ساختمان برای ارتکاب جنایت یا سرقت.

## محل جرم
سرقت از بانک معمولاً در شهرها و شهرک‌های بزرگ روی می‌دهد.

## عنصر قانونی جرم سرقت در ایران
نص قانونیِ جرم سرقت در ایران شامل چندین مادهٔ قانونی است:
الف) مواد ۱۸۵ و ۱۹۷ تا ۲۰۳ قانون مجازات اسلامی که عنصر قانونیِ جرم سرقت حدی است.
ب) مواد ۶۵۱ تا ۶۶۷ قانون مجازات اسلامی و نیز مواد ۵۴۴، ۵۴۵، ۵۴۶، ۵۵۹، ۶۸۳ و ۶۸۴ قانون مجازات.
ج) مواد ۸۸ تا ۹۲ قانون مجازات جرائم نیروهای مسلح، مصوب ۱۳۸۲
د) مادهٔ واحدهٔ لایحهٔ قانون راجع به تشدید مجازات سارقین مسلح که وارد منزل یا مسکن اشخاص می‌شوند مصوب ۱۳۳۳
هـ) مادهٔ واحدهٔ قانون مجازات سرقت مسلحانه از بانک‌ها و صرافیها، مصوب دی‌ماه ۱۳۳۸
ز) قانون تشدید مجازات رانندگان متخلف، مصوب ۱۳۳۵.
همهٔ موارد فوق به‌جز بند الف، عنصر قانونیِ جرم سرقت تعزیری است.

## مشهورترین دزدان بانک
- جسی جیمز (۵ سپتامبر ۱۸۴۷ – ۳ آوریل ۱۸۸۲)، یکی از معروف‌ترین دزدان بانک در تاریخ ایالات متحدهٔ آمریکا بود.
- جان دیلینجر (۲۲ ژوئن ۱۹۰۳ – ۲۲ ژوئیهٔ ۱۹۳۴)، یکی دیگر از دزدانِ مشهور در غربِ میانهٔ ایالات متحدهٔ آمریکا بود.